# O Costa do Castelo
O Costa do Castelo é um filme de comédia português de 1943, realizado por Arthur Duarte, e com António Sacramento, António Silva, Curado Ribeiro, Dina Salazar, Hermínia Silva, João Silva, Luís de Campos, Manuel Santos Carvalho, Maria Matos, Maria Olguim, Mendonça de Carvalho, Milú, Óscar Acúrcio, Teresa Casal, Virgílio Teixeira e Vital dos Santos. Foi produzido pela Tobis Portuguesa.
É uma das mais populares comédias portuguesas de todos os tempos.

## Enredo
A história é sobre um jovem rapaz, André (Curado Ribeiro), membro de uma família nobre e rica, que se apaixona perdidamente por uma rapariga do povo, Luisinha (Milú).
Luisinha mora numa pensão com Rita (Maria Olguim) e Januário (João Silva),que são como uns pais para ela e com o Sr. Simplício Costa (António Silva), mais conhecido por Costa do Castelo, um homem preguiçoso mas um grande guitarrista que juntamente com Rosa Maria (Hermínia Silva) alcança o sucesso.
Para ver Luisinha todos os dias, André decide então ir morar na mesma casa que Luisinha, dando um nome falso e dizendo-se motorista. Mas, quando tudo parece estar a correr bem, eis que a tia de André, a Sra. Dona Mafalda (Maria Matos) desmascara o seu sobrinho, pondo fim àquele maravilhoso sonho.
André tem então um acidente de automóvel, ficando doente devido aos ferimentos e aproveita o facto de estar doente para, com a ajuda do tio Simão (Manuel Santos Carvalho), convencer a Dona Mafalda a deixar Luisinha ir morar ali na sua mansão, para cuidar dele. Luisinha acaba por vir e, graças a ela, a alegria e a luz voltam a reinar naquela mansão.
E, certo dia, Simplício Costa vai parar à mansão a mando de Dom Simão e, inesperadamente, é aí que ele reencontra o amor da juventude perdido há mais de trinta anos, Mafalda. Tudo corre às mil maravilhas, mas há uma pessoa que impede que Luisinha e André sejam felizes, Isabel de Castelar (Teresa Casal), uma intriguista e ambiciosa que anda atrás da fortuna de André. Mas, com muito esforço, a Dona Mafalda e o Costa do Castelo conseguem fazer com que André e Luisinha e eles próprios acabem juntos.